# Jackie Henderson
Pour les articles homonymes, voir John Henderson et Henderson.
John Gillespie Henderson, plus communément appelé Jackie Henderson, est un footballeur écossais né le 17 janvier 1932 à Glasgow et mort le 26 janvier 2005 à Poole. Il évoluait au poste d'attaquant.

## Biographie

### En équipe nationale
International écossais, il reçoit 7 sélections en équipe d'Écosse entre 1953 et 1958. 
Il joue son premier match en équipe nationale le 6 mai 1953 contre la Suède et son dernier le 5 novembre 1958 contre l'Irlande du Nord. Le 3 octobre 1953, il inscrit un but lors d'un match face cette même équipe dans le cadre du British Home Championship de 1959, compétition qui sert de qualification pour la Coupe du monde 1954. C'est son seul but en équipe nationale.
Il fait partie du groupe écossais lors de la Coupe du monde 1954, sans toutefois disputer de match lors de cette compétition.

## Carrière
- 1949-1958 :  Portsmouth FC
- 1958 :  Wolverhampton Wanderers
- 1958-1962 :  Arsenal FC
- 1962-1964 :  Fulham FC
- Poole Town FC
- Dorchester Town FC

## Palmarès
Avec Wolverhampton :
- Champion d'Angleterre en 1958 et 1959